# Albatros D.V
L'Albatros D.V era un biplano da caccia prodotto dall'azienda tedesca Albatros Flugzeugwerke GmbH alla fine degli anni dieci del XX secolo ed usato dalla Luftstreitkräfte, il servizio aereo dell'esercito imperiale tedesco, durante la prima guerra mondiale.
Il D.V fu l'ultimo sviluppo della famiglia degli Albatros D Typ e l'ultimo caccia Albatros ad entrare in servizio operativo. Benché gravato da alcuni problemi tecnici che non vennero mai del tutto risolti, nei primi mesi del 1918 furono costruiti circa 900 esemplari della versione D.V e 1 612 della successiva D.Va. Il D.Va continuò il servizio operativo fino alla fine della guerra.

## Storia del progetto

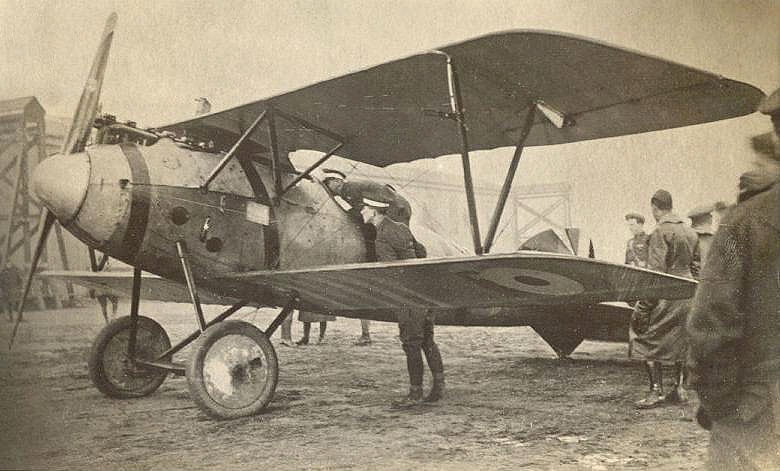
Un Albatros D.V catturato e dotato di insegne della britannica Royal Flying Corps.

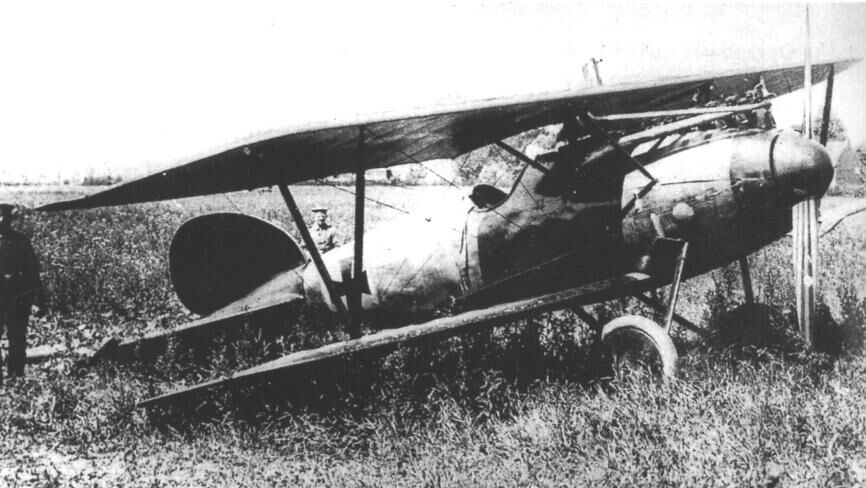
L'Albatros D.V di Manfred von Richthofen.

Nell'aprile del 1917, Albatros ricevette un ordine dall'Idflieg (Inspektion der Fliegertruppen) per una realizzare una versione migliorata del precedente D.III. Lo sviluppo si svolse in tempi molto brevi, incalzato anche dalle necessità impellenti degli eventi bellici, ed il prototipo riuscì ad essere portato in volo per la prima volta solo pochi mesi più tardi.
Il nuovo modello, che acquisì la denominazione D.V, ricordava da vicino il D.III ed usava lo stesso motore Mercedes D.III da 170 PS (125 kW). La differenza maggiore consisteva nella nuova fusoliera di 32 kg più leggera del D.III. Il prototipo D.V manteneva lo stesso timone del Johannisthal D.III, ma alcuni esemplari usavano un timone allargato dei D.III costruiti nella Ostdeutsche Albatros Werke (OAW). Il D.V inoltre usava una pinna ventrale.
L'ala superiore del D.V venne riposizionata 12 cm più vicino alla fusoliera, mentre l'ala inferiore era collegata alla fusoliera senza carena. Le ali erano quasi identiche a quelle standard del D.III, eccetto per una revisione nel collegamento dei cavi degli alettoni. Per questa ragione la Idflieg condusse dei test strutturali sulla fusoliera ma non sulle ali del nuovo aereo.
I primi esemplari del D.V mostravano un grande poggiatesta, che poi venne rimosso perché interferiva col campo visivo del pilota. Il poggiatesta venne poi definitivamente eliminato dalla produzione. Gli aerei utilizzati in Palestina erano dotati di due radiatori supplementari posizionati sulle ali per far fronte al clima più caldo.
Nell'aprile 1917, l'Idflieg emise un contratto per la fornitura di 200 esemplari del D.V, facendo seguire un successivo ordine di ulteriori 400 a maggio e 300 a luglio. La produzione iniziale del D.V era esclusiva degli stabilimenti di Johannisthal, mentre quelli situati a Schneidemühl continuò la produzione fino al 1917.

## Impiego operativo

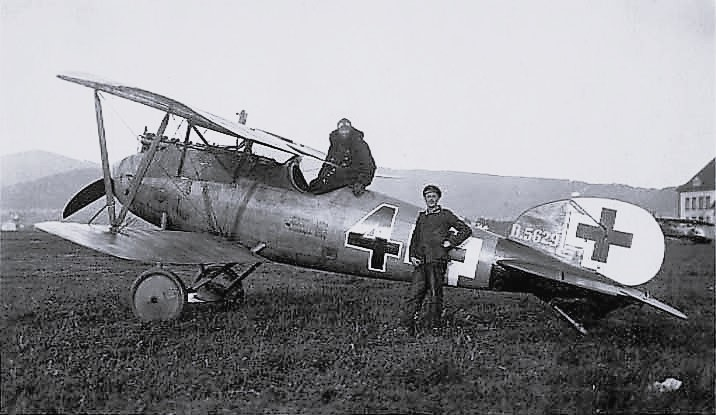
L'Albatros D.Va

L'entrata in servizio del D.V nel maggio del 1917, come il D.III prima di esso, iniziò subito con carenze strutturali sotto l'ala inferiore. Infatti prove ed aneddoti suggeriscono che il D.V era più incline ai guasti del suo predecessore. Anche le sezioni fuori bordo dell'ala superiore soffrirono di guasti. Inoltre, il D.V offrì pochi miglioramenti nelle prestazioni. Questo causò molto sconforto tra i piloti in prima linea, molti dei quali preferivano il più vecchio D.III. Manfred von Richthofen era particolarmente critico del nuovo aereo. In una lettera del luglio 1917, egli descrive il D.V "Così obsoleto e ridicolamente inferiore rispetto agli aerei inglesi che uno non può fare nulla con questo aereo."
Richthofen ottiene la prima vittoria sul velivolo il 23 giugno 1917 seguita da altre 5 fino al 26 agosto, poi passa sul Fokker F.I (1917) per altre due vittorie e torna sull'Albatros D.V ottenendo due vittorie il 23 ed il 30 novembre 1917.
Albatros rispose con il D.Va, che presentava pennoni delle ali rinforzati, una struttura più pesante ed una fusoliera rinforzata. Nel D.Va inoltre venne ripristinato il collegamento agli alettoni tramite cavi del D.III per migliorarne il controllo e la risposta. Le ali del D.III e del D.Va infatti risultavano facilmente intercambiabili.
L'Idflieg ordinò un quantitativo di 262 esemplari del D.Va nell'agosto 1917, seguito da un ulteriore ordine di 250 nel settembre ed un altro da 550 in ottobre. L'Ostdeutsche Albatros Werke, che era stata commissionata per la produzione del D.III, ricevette ordini per 600 D.Va in ottobre.
La consegna del D.Va iniziò nell'ottobre del 1917. I problemi strutturali del Fokker Dr.I e le superate prestazioni del Pfalz D.III lasciarono la Luftstreitkräfte senza altra possibilità che accettare il D.Va fino all'arrivo del Fokker D.VII, entrato in servizio nell'estate del 1918. Fino al maggio del 1918, 131 D.V e 928 D.Va erano in servizio sul fronte occidentale e nelle Jasta 31 e Jasta 39 sul fronte italiano. Diminuirono il numero degli aerei costruiti, ma il D.Va rimase in uso fino alla fine del conflitto.
Altri assi ad utilizzare il velivolo furono Ernst Udet (62 vittorie), Paul Bäumer (43 vittorie) ed Eduard Ritter von Schleich (35 vittorie) ed Hans Böhning (17 vittorie).

### Il dopoguerra
Al termine del conflitto, in seguito alle restrizioni imposte dal Trattato di Versailles, l'intera flotta di velivoli militari tedeschi venne requisita ed assegnata alle nazioni vincitrici come parte del risarcimento dei danni subiti.
La polacca Siły Powietrzne acquisì alcuni esemplari utilizzati durante la guerra sovietico-polacca del 1919-1920.

## Esemplari attualmente esistenti

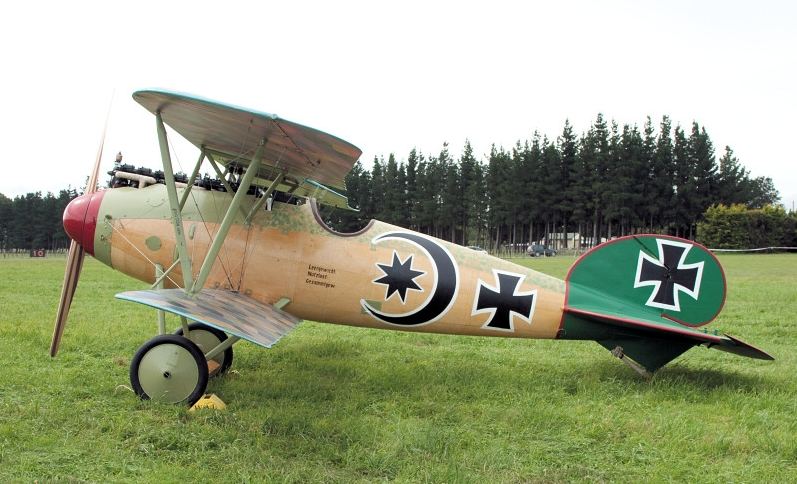
La replica dell'Albatros D.Va costruita dalla Vintage Aviator Ltd.

Attualmente sono noti due esemplari di D.Va sopravvissuti fino ai nostri giorni ed esposti al pubblico. Uno è visibile al National Air and Space Museum a Washington D.C., mentre l'altro nell'Australian War Memorial a Canberra, in Australia.
Un piccolo numero di riproduzioni di Albatros D.V sono state costruite in anni recenti. Uno dei più rappresentativi è stato dipinto nella livrea originale del pilota Eduard Ritter von Schleich, e gestito dalla Old Rhinebeck Aerodrome, un'organizzazione legata alla preservazione della cultura aeronautica. Per la propulsione è stato scelto un motore modificato a sei cilindri Fairchild Ranger.

## Utilizzatori
Germania
- Luftstreitkräfte

 Polonia
- Siły Powietrzne